# ياسمين مينيزيس
ياسمين مينيزيس هي لاعبة جمباز بهلوانية ‏ برازيلية، ولدت في 3 سبتمبر 1998.

## وصلات خارجية
- ياسمين مينيزيس على موقع الاتحاد الدولي للجمباز (licence) (الإنجليزية)